# Marcelo Boeck
Marcelo Boeck (Vera Cruz, 28 de noviembre de 1984) es un exfutbolista brasileño que se desempeñaba como portero y su último equipo fue el Fortaleza Esporte Clube del Brasileirão.

## Carrera

### S. C. Internacional
Nació en Vera Cruz, en Río Grande do Sul. Comenzó su carrera en el Sport Club Internacional, integrando los planteles que ganaron la Copa Libertadores 2006, el Mundial de Clubes 2006 y un Campeonato Gaúcho. En cuatro años jugó 31 partidos oficiales.

### C. S. Marítimo
El 15 de agosto de 2007 firmó con el Marítimo de Portugal por € 400,000. Sólo jugó 3 partidos en la temporada y lucha por un lugar en el plantel de Bruno Grassi. En la temporada 2010-11 se ganó la titularidad jugando los 30 partidos de la liga.

### Sporting de Lisboa
El 30 de junio de 2011 firmó por el Sporting de Lisboa de Portugal.
Comenzó siendo suplente de Rui Patricio. Jugó sólo 27 partidos en su estadía en el Estadio José Avalade.

### Chapecoense
En los últimos días de la ventana de transferencias de 2016, Boeck volvió a Brasil cuando Chapecoense compró el 50% de su pase.
No embarcó en el avión que se accidentó en Medellín, el Vuelo 2933 de LaMia, en camino a disputar la final de la Copa Sudamericana 2016, puesto que tenía licencia por su cumpleaños número 32. En el accidente murieron la mayoría de los pasajeros, entre ellos, casi todo el plantel.

## Clubes
| Club               | País     | Año         |
| ------------------ | -------- | ----------- |
| Internacional      | Brasil   | 2004 - 2007 |
| Marítimo           | Portugal | 2007 - 2011 |
| Sporting de Lisboa | Portugal | 2011 - 2016 |
| Chapecoense        | Brasil   | 2016        |
| Fortaleza          | Brasil   | 2017-2022   |

## Palmarés

### Campeonatos regionales
| Título                      | Equipo           | Región             | Año     |
| --------------------------- | ---------------- | ------------------ | ------- |
| Campeonato Gaúcho           | SC Internacional | Río Grande del Sur | 2005    |
| Taça da Madeira             | CS Marítimo      | Madeira            | 2008-09 |
| Campeonato Catarinense      | Chapecoense      | Santa Catarina     | 2016    |
| Copa de Campeones Cearenses | Fortaleza EC     | Ceará              | 2017    |
| Campeonato Cearense         | Fortaleza EC     | Ceará              | 2019    |
| Copa do Nordeste            | Fortaleza EC     | Región Nordeste    | 2019    |
| Campeonato Cearense         | Fortaleza EC     | Ceará              | 2020    |
| Campeonato Cearense         | Fortaleza EC     | Ceará              | 2021    |
| Campeonato Cearense         | Fortaleza EC     | Ceará              | 2022    |
| Copa do Nordeste            | Fortaleza EC     | Región Nordeste    | 2022    |

### Campeonatos nacionales
| Título                | Equipo       | País     | Año     |
| --------------------- | ------------ | -------- | ------- |
| Taça de Portugal      | Sporting CP  | Portugal | 2014-15 |
| Supertaça de Portugal | Sporting CP  | Portugal | 2015    |
| Serie B               | Fortaleza EC | Brasil   | 2016    |

### Campeonatos internacionales
| Título                       | Equipo           | Sede         | Año  |
| ---------------------------- | ---------------- | ------------ | ---- |
| Copa Libertadores de América | SC Internacional | Porto Alegre | 2006 |
| Copa Mundial de Clubes       | SC Internacional | Japón        | 2006 |
| Copa Sudamericana            | Chapecoense      | Medellín     | 2016 |